# 瞭望车

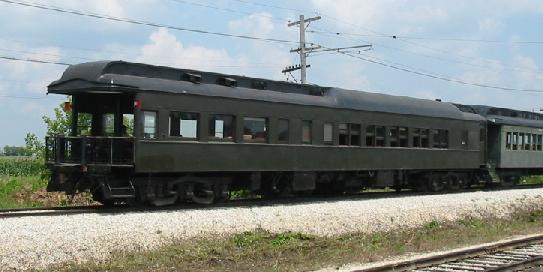
一辆伊利诺伊铁道博物馆的瞭望车

瞭望车，又名展望车（日语：展望車）、观光车，是一种可供旅客欣赏列车前后方风景的铁路客车，通常位于列车编组的两端。

## 各地概况

### 中国大陆

#### 亚细亚号
亚细亚号特快列车（日语：あじあ号），是满洲国期间南满洲铁道株式会社所属的著名超特急列车。每列编组为6节车厢，尾车为一节テンイ8型展望车。该车厢为一等卧、展望车合造车，定员48人，尾部的观光区设有皮沙发和书柜。由于太平洋战争局势恶化，亚细亚号于1943年2月停止运行。战后，留在中国的亚细亚号由大连机车厂改装，从1953年开始作为北京到满洲里的1/2次专列并被命名为“和平号”。其中展望车被定型为LW10型（“LW”代表“了望”），“和平”二字为郭沫若于1959年4月题写。其中一节编号为GW95000的展望车在退役后作为东北黑河的巡检车使用，并于90年代报废。2016年，哈尔滨铁路局将此车大修并恢复历史原貌，目前保存于一面坡红色教育基地。

#### 新亚细亚号
2000年初，日本航空与大连东北国际旅行社合作推出了一辆新亚细亚号展望车，车号原为TZ97240，后改为TZ010408，定员40人，由内燃机车或轨道车牵引，运行于旅顺支线周水子站与旅顺站之间，游客可在沿途车站下车观光。该列车仅为团体旅客开行，票价每人1000元。该车目前保存于大连清风小镇影视基地景区。

#### 大陆号
大陆号为1938年10月后北京至釜山之间的特快列车，由华北交通运营。由于战争局势恶化，大陆号于1944年1月停运。大陆号的展望车为テンイネ2型，由满铁沙河口工场于1935年制造并于1938年移交华北交通株式会社，建国后由铁道部作为公务车使用。其中GW97349曾用作滕代远、吕正操的专车，现与GW97347一同保存于中国铁道博物馆，GW97310于2008年退役后保存于沈阳铁路陈列馆，与之相似的GW97351曾用作宋庆龄、董必武、李先念的专车，1997年退役并于2004年捐赠至郑州世纪欢乐园。

#### 美龄号
美龄号是蒋介石之夫人宋美龄的专列，其瞭望车为美国1922年制造并于30年代赠予国民政府作为公务用车。车内设有乘务员室、厨房、卧室、办公室、会议室，内饰豪华，灯座均为白银铸造，桌椅由牛皮覆面。建国后，该车被改造为公务车，编号GW97384，先后配属给专运处、北京铁路局、中铁四局作为工程指挥车。2003年9月，该车转至上海铁路博物馆收藏。

#### 和谐号
和谐号CRH3型、CRH380A型及CRH380B型电力动车组的原型为衍生自德国铁路ICE-3列車的西门子Velaro平台，故部分车同ICE-3列车一样首尾车为观光车。观光区紧邻司机室，电控玻璃位于观光区与司机室间，观光座的旅客可通过按钮使电控玻璃透明，观看司机驾驶列车并通过驾驶室的玻璃瞭望前方景色。目前玻璃已全部锁定为不透明状态，观光座均以特等座销售。

### 北美
历史上，瞭望车曾经风靡北美，长途旅客列车常在列尾编有瞭望车并在其中提供更优质的服务，通过提升旅客的乘坐体验而推广铁路旅行。瞭望车通常作为酒吧车或餐车，有时也用作卧铺车。早期的瞭望车车尾为露台，在流线型列车普及后瞭望车车尾也渐渐改为封闭式。在19世纪50年代，北美铁路客运开始衰退，由于编有瞭望车的列车在终点站需要整列换向，故铁路公司为了节约成本纷纷取消瞭望车，目前北美的图定旅客列车中只有加拿大人号列车仍编有瞭望车。
此外，北美还有一种被称为圓頂車的瞭望车，其观光区位于列车二层中部而非两端，观光区的顶部由一玻璃圆顶覆盖，观光座的旅客可欣赏到列车全方位的景色。但由于此种瞭望车维护成本较高，在北美铁路客运衰退后也经历了衰减，但仍有图定旅客列车会不时编入圆顶式瞭望车。
瞭望车在美国流行时，常被用作选举办公室，尤其是美国总统选举。当候选人乘坐的列车进入城市时，选举人可站在瞭望车的露台上发表选举演说而不必离开列车。美国总统杜鲁门、罗斯福、艾森豪威尔等都曾在斐迪南·麦哲伦号铁路客车的瞭望车上发表过演说，吉米·卡特、老布什、比尔·克林顿、奥巴马乘坐的则是喬治亞300號列車。

## 圖片

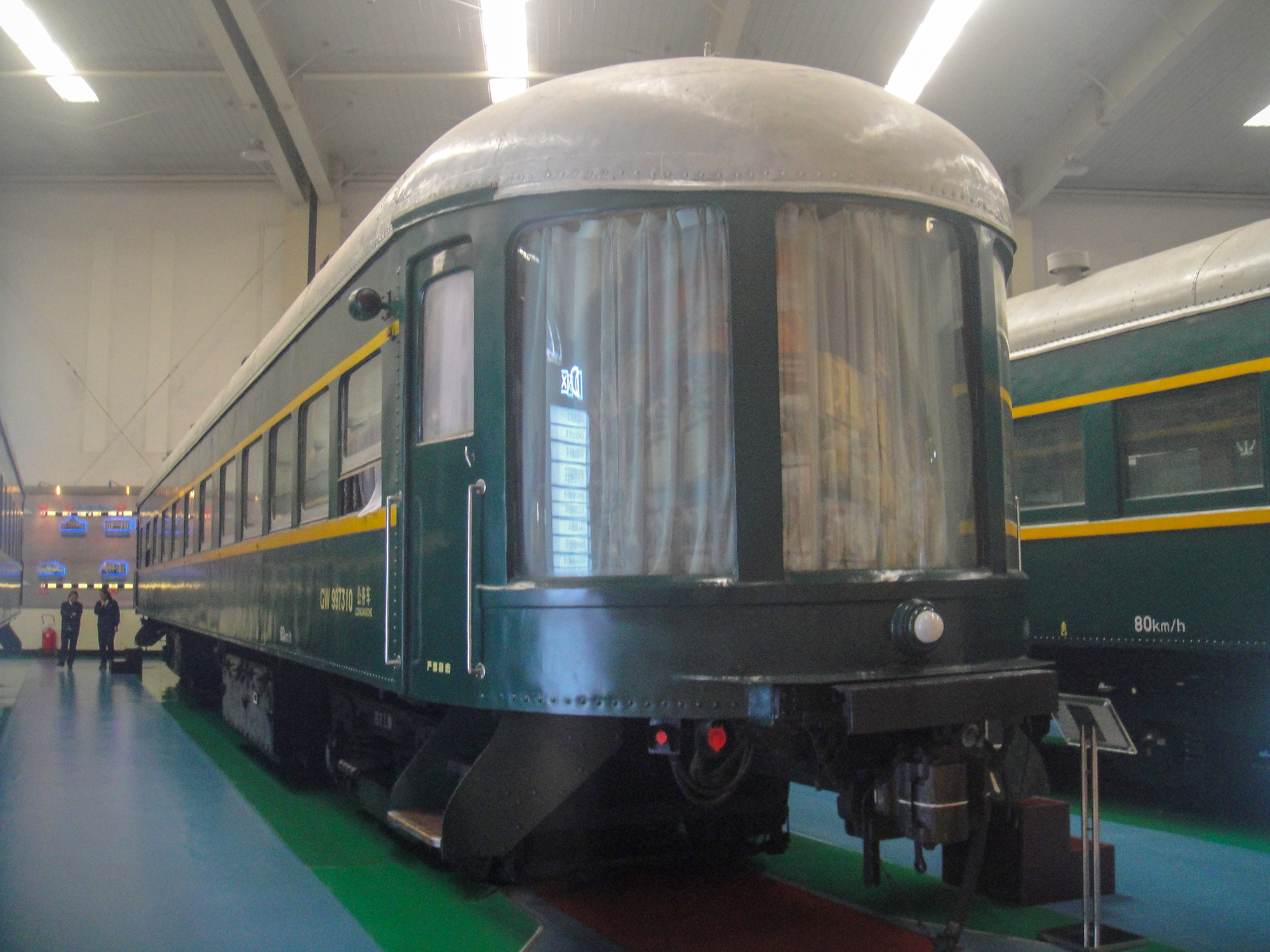
沈阳铁路陈列馆的瞭望车
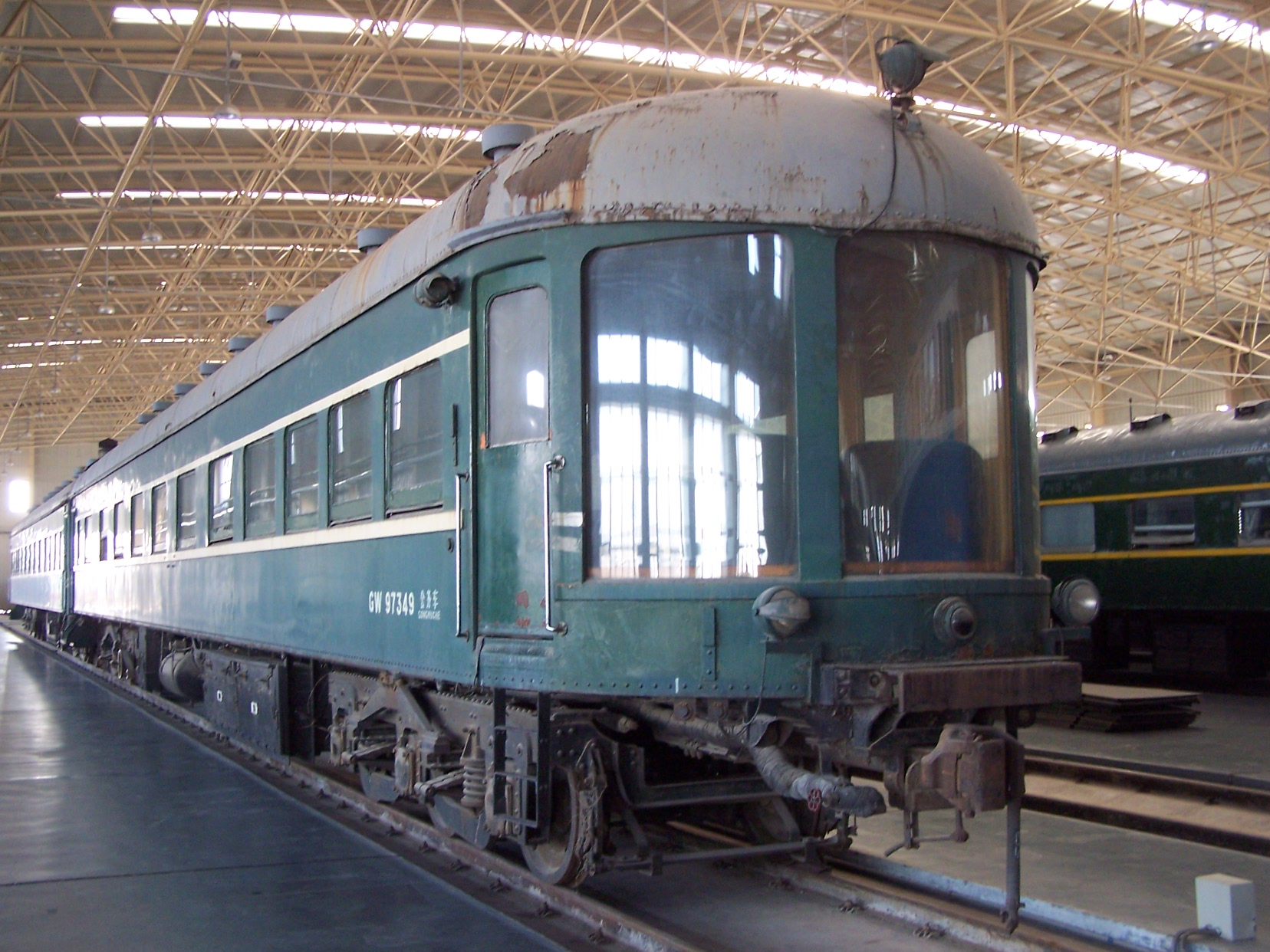
中国铁道博物馆的瞭望车
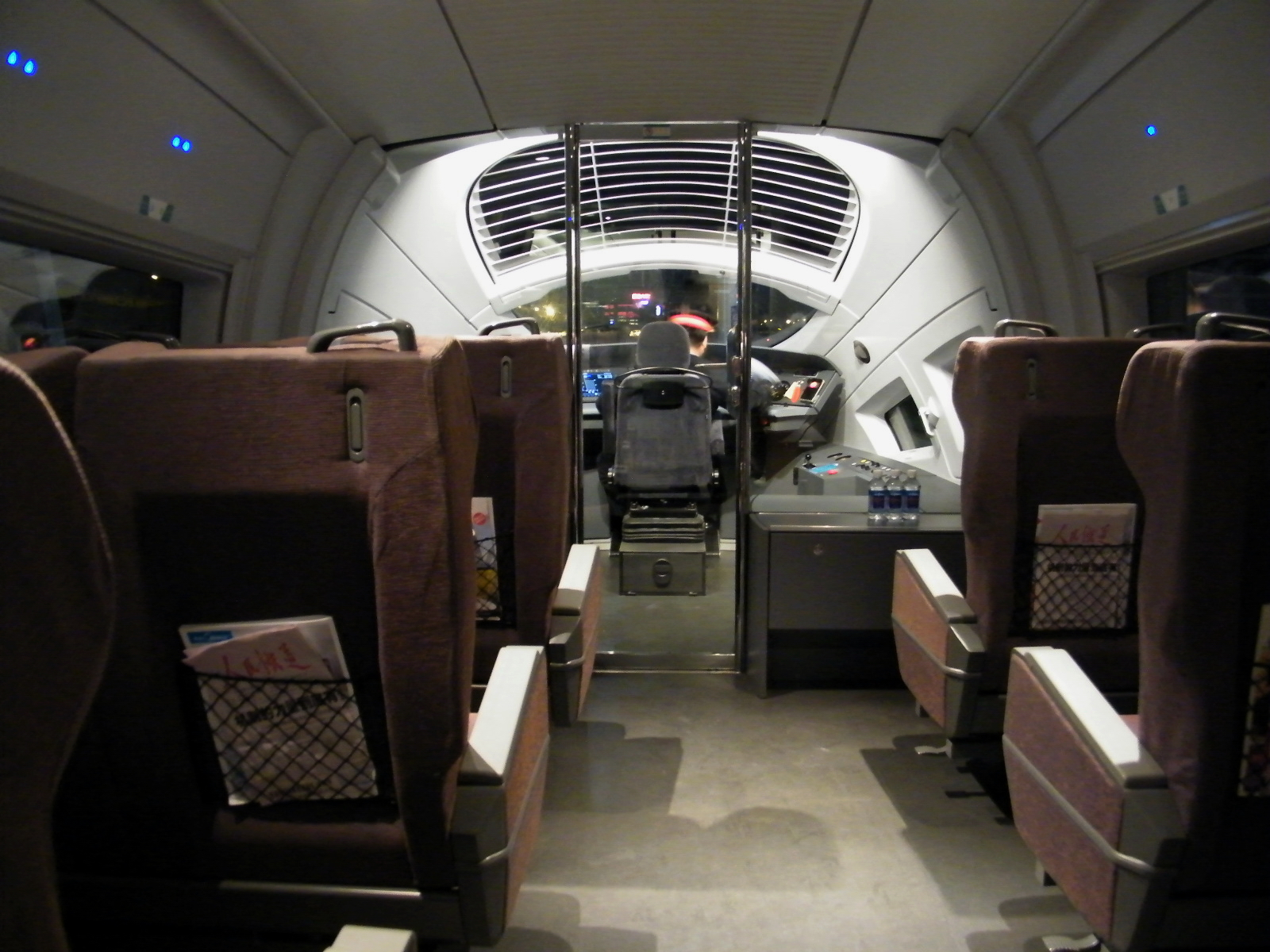
CRH3C的观光区
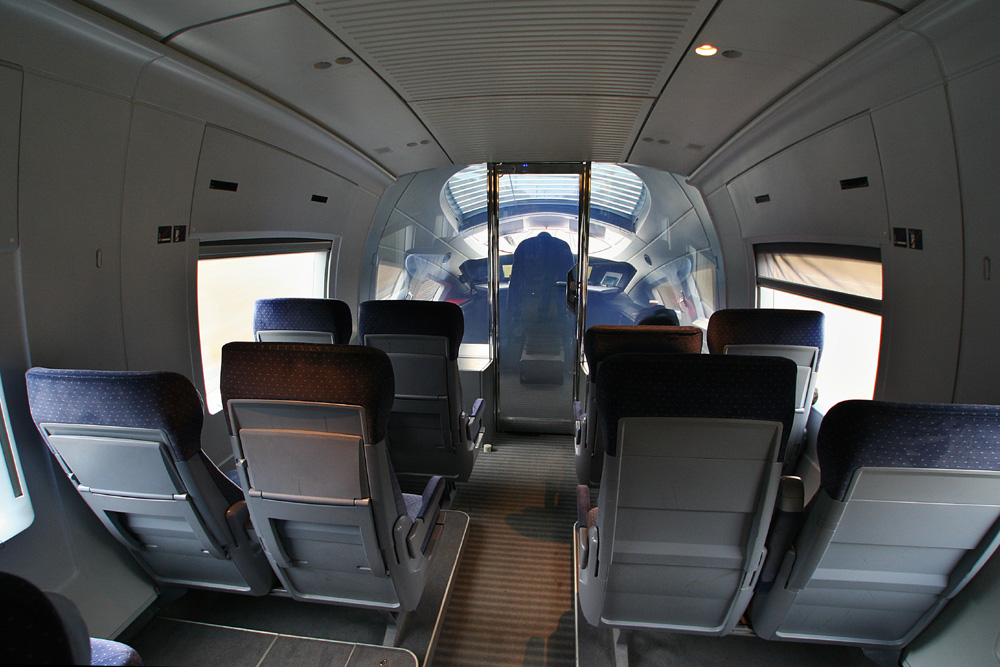
德国ICE-3列车的观光区
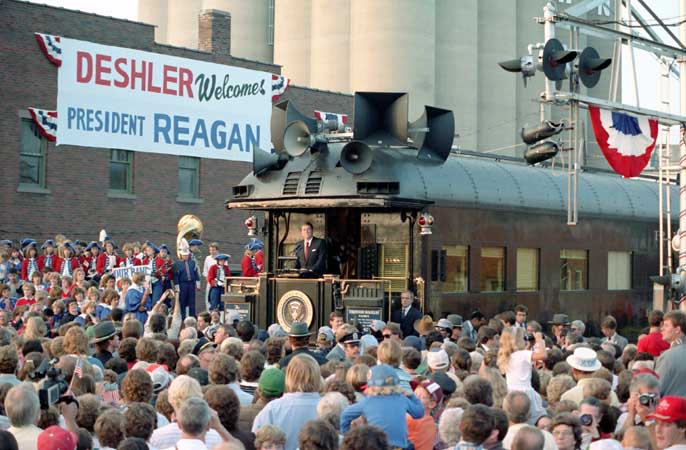
美国总统里根在瞭望车上发表演说
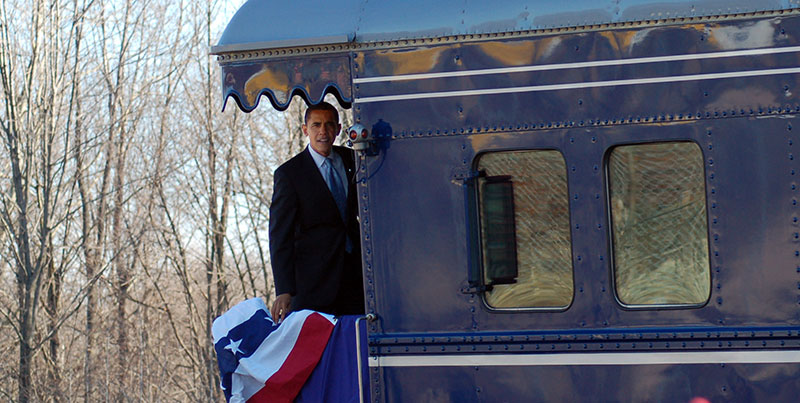
奥巴马乘坐瞭望车
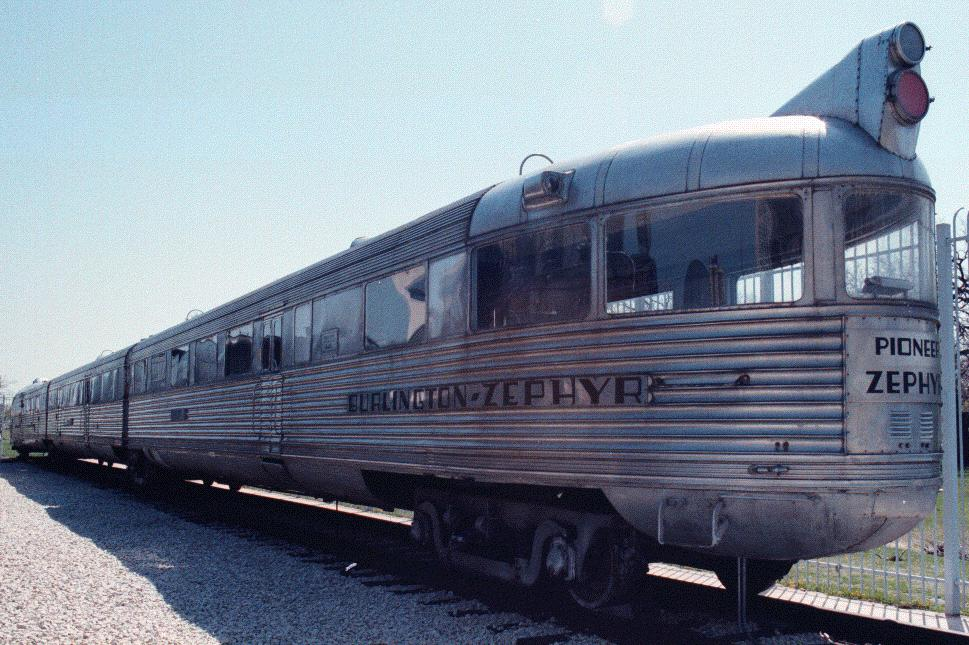
先锋者微风号的瞭望车
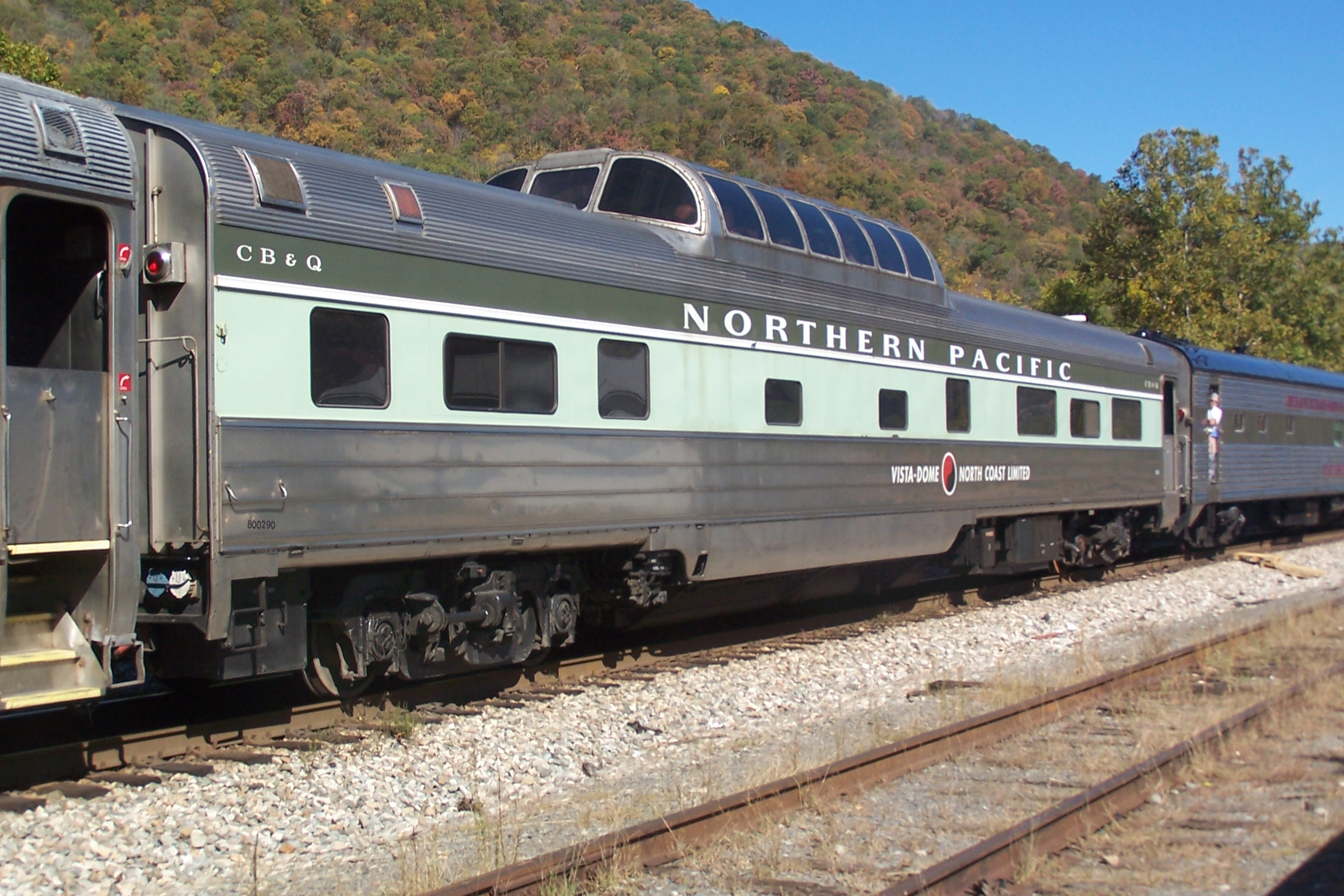
编在列车中部的圆顶式瞭望车
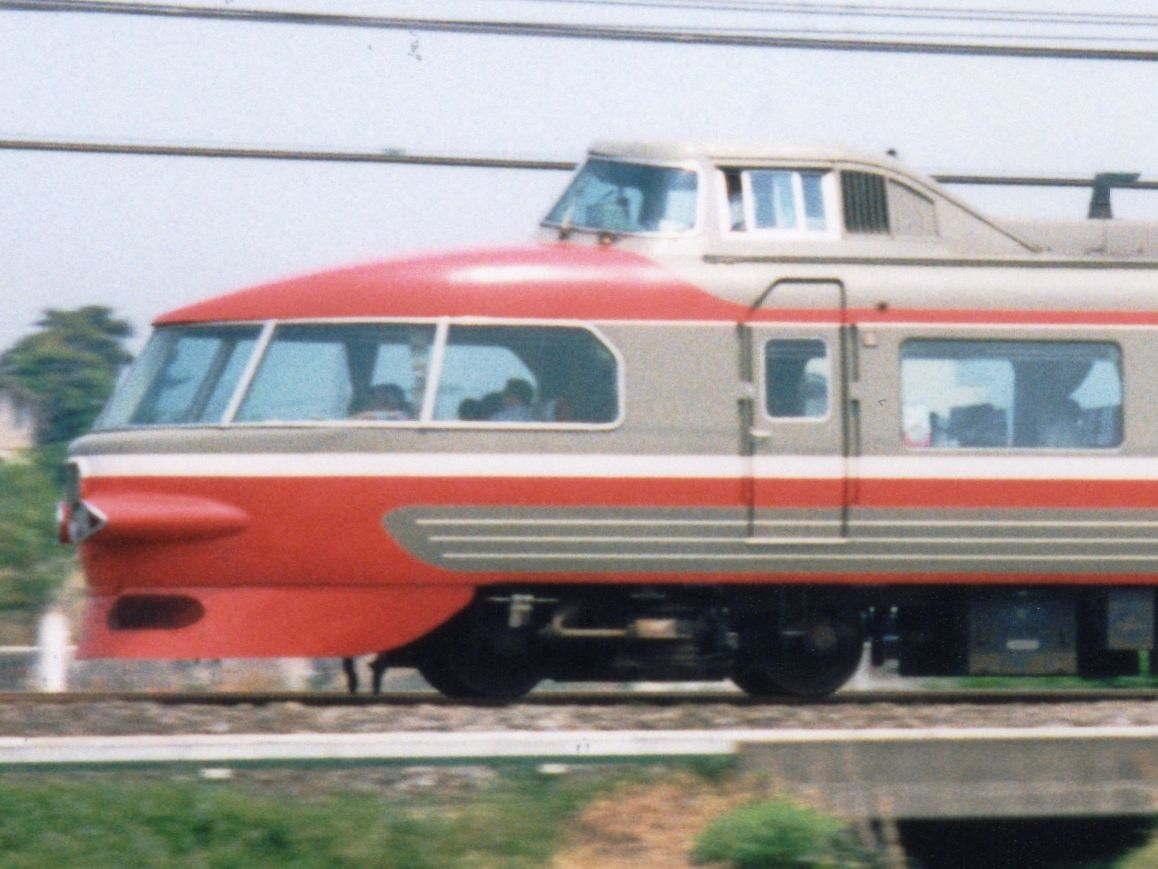
小田急3100系的展望车，上层为驾驶室，下层为观光区